# Kabinet-Hoffmann IV
Het vierde kabinet-Hoffmann regeerde van 17 juli 1954 tot 29 oktober 1955 in de Duitse deelstaat Saarland.
Het vierde kabinet onder leiding van minister-president Johannes Hoffmann ontstond na het terugtreden van de SPS-ministers uit de coalitie met de CVP. Hoffmann vormde daarop een homogeen CVP-kabinet dat steun op een absolute meerderheid van de CVP in de Landdag van Saarland.
| Ambt                                                                    | persoon                          | partij     |
| ----------------------------------------------------------------------- | -------------------------------- | ---------- |
| Minister-President                                                      | Johannes Hoffmann                | CVP        |
| Minister van Binnenlandse Zaken                                         | Edgar Hector                     | CVP        |
| Minister van Justitie                                                   | Erwin Müller                     | CVP        |
| Minister van Financiën en Bosbouw                                       | Paul Senf (tot 6 september 1955) | partijloos |
| Minister van Religieuze Zaken en Onderwijs                              | Johannes Hoffmann                | CVP        |
| Minister van Arbeid en Welvaart                                         | Johann Klein                     | CVP        |
| Minister van Economische Zaken, Verkeer, Voedselvoorziening en Landbouw | Franz Ruland                     | CVP        |
| Staatssecretaris voor Voedselvoorziening, Landbouw en Staatsdomeinen    | Josef Kurtz                      | CVP        |
| Minister van Openbare Arbeid en Wederopbouw                             | Johannes Hoffmann                | CVP        |

Het kabinet kwam in oktober 1955, na het referendum dat handelde over de toekomst van Saarland, ten val.